# 厨村
厨村（くりやむら）は、かつて愛知県幡豆郡にあった村である。
現在の西尾市吉良町の一部（吉良町宮迫・吉良町駮馬・吉良町津平・吉良町友国など）に該当する。

## 歴史
- 1889年（明治22年）10月1日 - 友国村、津平村、宮迫村、駮馬村が合併し、厨村が発足。
- 1906年（明治39年）5月1日 - 横須賀町、荻原村、富田村が合併し、横須賀村発足。同日厨村は廃止。